# Sybra refecta
Sybra refecta là một loài bọ cánh cứng trong họ Cerambycidae.